# Rue de l'Arc-de-Triomphe
La rue de l'Arc-de-Triomphe est une voie du 17e arrondissement de Paris, en France.

## Situation et accès
La rue de l'Arc-de-Triomphe est une voie publique située dans le 17e arrondissement de Paris. Elle débute au 7, rue du Général-Lanrezac et se termine au 48, rue des Acacias.

## Origine du nom
Le nom de la rue fait référence à l'arc de triomphe de l’Étoile qui se trouve à 200 m au sud, mais que l'on ne peut plus voir depuis cette rue.

## Historique
Cette petite rue qui ne débouche sur rien aujourd’hui et que l’on pourrait qualifier de ruelle, suit le tracé de l’une des huit allées rayonnantes de « l’étoile de Chaillot », l’ancêtre de notre place Charles-de-Gaulle – Étoile, qui fut tracée et arborée dès 1724, sous la surintendance du duc d’Antin. Certes cette allée située en pleine campagne et non bâtie n'avait probablement pas de nom, mais elle figure sur les plans du début du XVIIIe siècle et constitue l’une des voies les plus anciennes du quartier.
Plus ou moins retournée en jachère à la fin du XVIIIe siècle, elle fut rouverte comme rue par M. Brey, architecte en 1827. Cette voie située sur une partie de la commune de Neuilly rattachée à Paris, fut achevée en 1846. Elle allait alors de la place de l'Arc-de-Triomphe-de-l'Étoile jusqu’à la rue des Acacias, transversale.
Plus tard, elle fut tronquée côté amont pour des raisons d’esthétique et pour assurer la symétrie de l’étoile haussmannienne à douze branches : la partie de cette voie, située entre la place de l’Étoile et la rue de Tilsitt, a été supprimée en 1854 lors de l'ouverture de l'avenue du Prince-Jérôme (actuellement avenue Mac-Mahon).
En 1867, une autre partie comprise entre les rues de Tilsitt et de Montenotte a été supprimée par le prolongement de la même avenue et le tracé de la rue transversale qui deviendra la rue du Général-Lanrezac.

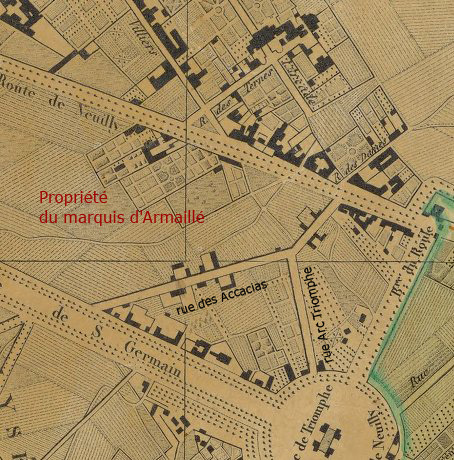
Rue de l'Arc de Triomphe, sur le plan de Girard (1820).

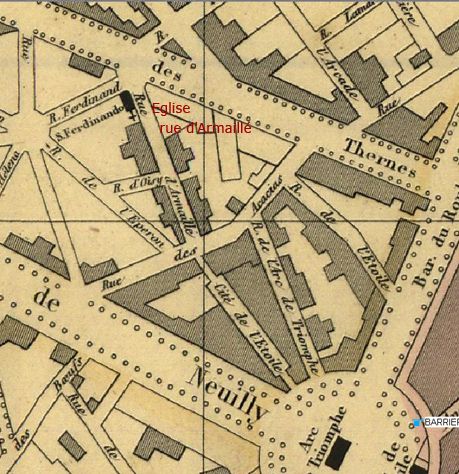
Rue de l'Arc de Triomphe, sur le plan de Doyonnet (1849).

## Pour approfondir